# Ramganga
Der Ramganga (Hindi रामगंगा Rāmgaṅgā) ist ein etwa 560 km langer linker Nebenfluss des Ganges in Indien. 

## Verlauf
Sein Quellgebiet liegt im westlichen Himalaya im Osten von Uttarakhand. Der Ramganga durchfließt anfangs die Vorgebirge des Himalayas. Kurz vor Erreichens des Tieflands durchquert er den Corbett-Nationalpark, Indiens ältester Nationalpark. Dort befindet sich die Ramganga-Talsperre (⊙). Anschließend erreicht er den Bundesstaat Uttar Pradesh. Der Ramganga durchfließt nun die dem Himalaya vorgelagerte Ganges-Tiefebene in südöstlicher Richtung. Dabei passiert er die 150 km östlich von Neu-Delhi gelegene Großstadt Moradabad sowie später noch Bareilly, bevor er 80 km oberhalb von Kanpur auf den Ganges trifft.